# Бихів (Камінь-Каширський район)
Би́хів — село в Україні, у Любешівській селищній громаді Камінь-Каширського району Волинської області. Населення становить 1172 особи.

## Географія
Селом протікає річка Коростянка.

## Історія
У 1793—1917 роках село знаходилося у складі Любешівської волості Пінського повіту Мінської губернії.
До 30 листопада 2017 року — адміністративний центр Бихівської сільської ради Любешівського району Волинської області.

## Населення
Згідно з переписом УРСР 1989 року чисельність наявного населення села становила 1079 осіб, з яких 524 чоловіки та 555 жінок.
За переписом населення України 2001 року в селі мешкало 1168 осіб.

### Мова
Розподіл населення за рідною мовою за даними перепису 2001 року:
| Мова       | Відсоток |
| ---------- | -------- |
| українська | 99,49 %  |
| російська  | 0,34 %   |
| білоруська | 0,09 %   |

## Постаті
- Дарчич Михайло Степанович (1972—2022) — сержант Збройних сил України, учасник російсько-української війни.